# ファーブル先生は名探偵
『ファーブル先生は名探偵』（ファーブルせんせいはめいたんてい）は、2000年に4月11日から同年10月17日まで、毎週火曜18時30分から19時00分の時間帯でNHK BS2で放送されたテレビアニメである。原案はアンリ・ファーブルの『ファーブル昆虫記』とされている。

## 概要
『ファーブル昆虫記』からアイディアをいただいている、とされるが基本的に主人公の名前がファーブルであること、事件に虫の薀蓄が絡む部分があること以外にあまり共通点はない。また登場人物が全員（なぜか比率の差がある）擬人化した虫という設定である。

## ストーリー
舞台は19世紀のパリ。ファーブル先生は昆虫学者の傍ら探偵業を営む貧乏学者である。日本人助手の吉岡権佐衛門や、パリ警察のクワガタ警部とともにパリに起こる難事件、怪事件を解決していく。パリの夜を彩る義賊、赤いジャンヌや謎の悪党、クモ男爵らとの戦いの日々を重ねるうちに新世界貿易社をターゲットとした巨大な陰謀に巻き込まれていく。

## 登場人物
全員虫から擬人化されており、触角がある、ふくらはぎに棘がありその上から靴下を履いている、お尻から虫の胴が出ている、といった非常に独特なキャラデザインがなされている。服装は19世紀のヨーロッパをもとにしているのでシャルロットなど女性陣は長いスカートの後端がまくれ上がり、虫の胴が出ている（カブトムシやクワガタなどのキャラクターはこれに当てはまらず、頭のツノとずんぐりした甲虫の体型そのものに手足と服が装備されたような格好をしている）。
ファーブル
声 - 関俊彦
本作の主人公。穏やかな性格と好奇心にあふれる貧乏な昆虫学者。探偵業も兼務しているが、虫の生態観察などからヒントを得て推理を進めることも多い。ブロンドの短髪で分厚い六角形の眼鏡をかけている。頭脳明晰だが運動神経と生活能力は皆無。裕福な貴族の家に生まれたが、過去に大掛かりな詐欺に巻き込まれ没落している。服装はシャーロック・ホームズに似ている。バッタをモチーフにしている。
吉岡権左衛門（よしおか ごんざえもん）
声 - 笹本優子
吉岡商会を営む菊次郎の甥でファーブル先生の助手。剣術を習得しており常に木刀を持ち歩いている。モチーフはカブトムシ。
シャルロット
声 - 柚木涼香
本作のヒロイン。裕福な代証人の娘でボワイエ教授の幼馴染および婚約者。大学で法律を学ぶ一方で貧しい子どもたちのための「森の学校」の手伝いもしている。ファーブルもほのかな恋心を抱いている。モチーフはミツバチ。
クワガタ
声 - 松尾銀三
パリ警察の警部。猪突猛進を地で行く熱血漢。モチーフはクワガタムシ。
ヴァレリー署長
声 - 稲葉実
クワガタの上司。灰色の髭をたくわえる一線を退いた老人のような姿で仕事にも消極的。しかしそれは裏でボワイエとつながっていることが関係しており、彼の犯罪を助けるためにクワガタの行動を止めたり裏で情報を流していた。
ボードレー
声 - 高木渉
特ダネのためならとかなり危ない橋を渡るタチの男。家の窓の鍵を外から開ける技術がある。口調も荒っぽく下町の男といった風だが悪党ではなく頭の回転も早い。後半ではファーブルに協力する。
ボワイエ / クモ男爵
声 - 森川智之
若き法律学者で大学教授であり、パリ市長やパリ警察にも顔が利く紳士。実はマルセイユで新世界貿易社により破産させられたボワイエ商会の跡継ぎであり、復讐のためクモ男爵を名乗り新世界貿易社を破滅させようともくろんだ。モチーフはクモ。
ディオン
声 - 杉野博臣
ディオン商会を率いる髭面で丸々とした下品な男。終盤ボードレーに「どうみてもただのチンピラだ」と評されるが、その通り本性はボワイエの手下であり、彼の計画の下支えをする犯罪組織の頭目である。
アンジェリカ / 赤いジャンヌ
声 - 根谷美智子
パリの図書館司書の女性。新世界貿易社へのボワイエの復讐に巻き込まれ収賄の濡れ衣を着せられ死んだ裁判官の娘。ボワイエへの復讐のために法で裁けぬ悪を裁くため義賊になった。

## スタッフ
- 原案・シリーズ構成 - 中村修
- 企画 - 榎善教
- 監督：古川政美
- キャラクターデザイン・総作画監督 - 松崎一
- 美術監督 - 長尾仁
- 音響監督 - 藤野貞義
- 音楽 - 松尾早人
- アニメーションプロデューサー - 東道泰
- プロデューサー - 萩原攷司、北澤幸子
- アニメーション制作 - イージー・フイルム
- 製作 - エノキフイルム、イージー・フイルム

## 各話リスト
| 話 | 放送日         | サブタイトル                     | 脚本       | 絵コンテ          | 演出                | 作画監督          |
| -- | -------------- | -------------------------------- | ---------- | ----------------- | ------------------- | ----------------- |
| 1  | 2000年 4月11日 | 花の香りにご用心                 | 中村修     | 浅川智裕          | 山口美浩            | 柳瀬雄之          |
| 2  | 4月18日        | おいしい料理に手を出すな         | 中村烈     | 岡崎ゆきお        | 岡崎ゆきお          | 河合静男          |
| 3  | 4月25日        | 優しい言葉には裏がある           | 中村修     | 奥田誠治          | 御厨恭輔            | 本田蕪里          |
| 4  | 5月9日         | 安上がりほど高くつく             | 中村修     | 葛岡博            | 真野玲              | 増谷三郎          |
| 5  | 5月16日        | とびすぎにはご注意               | 加藤みのる | 阿宮正和          | 久城りおん          | 田中誠輝          |
| 6  | 5月23日        | 見えすぎるのも困りもの           | 中村烈     | 山口美浩          | 山口美浩 佐土原武之 | 柳瀬雄之          |
| 7  | 5月30日        | 自分の名前は正確に               | 加藤みのる | 御厨恭輔          | 御厨恭輔            | 塩川貴史          |
| 8  | 6月6日         | 美女のハートには針がある         | 中村修     | 岡崎ゆきお        | 岡崎ゆきお          | 河合静男          |
| 9  | 6月13日        | 取り引きは暗くなるまで待て       | 中村烈     | 富沢和雄 浅川智裕 | 真野玲              | 増谷三郎          |
| 10 | 6月20日        | ウェディングドレスは貸し出し禁止 | 寺島想     | 横田和            | 横田和              | 本田蕪里          |
| 11 | 6月27日        | ものまね上手は罪のもと           | 加藤みのる | 遠藤克己          | 石田博              | 寺沢伸介          |
| 12 | 7月11日        | 夢中になるのもひかえめに         | 中村烈     | 奥田誠治          | 藤原良二            | 清山滋崇          |
| 13 | 7月18日        | 潜りは法律違反です               | 中村修     | 御厨恭輔          | 御厨恭輔            | 柳瀬雄之          |
| 14 | 7月25日        | 埋もれた夢は掘りだすな           | 中村修     | 鈴木卓夫          | 日下部光雄          | 佐藤多恵子        |
| 15 | 8月1日         | 口がすべれば命とり               | 中村烈     | 奥田誠治          | 岡崎ゆきお          | 河合静男          |
| 16 | 8月8日         | 他人の空似は罪つくり             | 寺島想     | 鈴木卓夫          | 鈴木卓夫            | 増谷三郎          |
| 17 | 8月15日        | 子供の夢は大切に                 | 加藤みのる | 浅川智裕          | 佐土原武之          | 日高真由美        |
| 18 | 8月22日        | 災いは空から舞い降りる           | 中村烈     | 奥田誠治          | 岡崎ゆきお          | 河合静男          |
| 19 | 8月29日        | 風の吹く夜は耳をすませろ         | 中村修     | 横田和            | 横田和              | 本田蕪里          |
| 20 | 9月5日         | 地下のお客にかかわるな           | 加藤みのる | 奥田誠治          | 日下部光雄          | 佐藤多恵子        |
| 21 | 9月12日        | 約束に手出しは無用               | 寺島想     | 御厨恭輔          | 御厨恭輔            | 日高真由美        |
| 22 | 9月19日        | 追跡は月明かりの下で             | 中村烈     | 殿河内勝          | 殿河内勝            | 河合静男          |
| 23 | 9月26日        | 昔話に気をつけろ                 | 中村烈     | 奥田誠治          | 佐土原武之          | 南雲公明          |
| 24 | 10月3日        | 復讐は突然やってくる             | 中村烈     | 岡崎ゆきお        | 岡崎ゆきお          | 河合静男          |
| 25 | 10月10日       | 愛の誓いは裏切るな               | 寺島想     | 横田和            | 横田和              | 本田蕪里          |
| 26 | 10月17日       | 今日を、そして明日を             | 中村修     | 古川政美          | 古川政美            | 河合静男 小林一三 |